# Reginald Campbell
Pour les articles homonymes, voir Campbell.
Œuvres principales
- Poo Lorn l'éléphant (1935)

Reginald (Wilfrid) Campbell est un écrivain britannique né en 1894 et mort en 1950.

## Biographie
Dans les années 1920, employé d'une compagnie d'exploitation forestière, il fut chargé de surveiller l'acheminement fluvial jusqu'à Bangkok de grumes de teck depuis le nord du Siam (aujourd'hui la Thaïlande, au nord-est de Nakhon Lampang, dans une sorte de triangle délimité par la confluence entre la nam Ngao et la nam Yom). De cette expérience, il tira un livre de souvenirs publié  en 1935 sous le titre de Teak-Wallah, a record of personal experience, le mot wallah désignant, en anglais issu de l'indien, un responsable.(traduction française Dans la Forêt siamoise), illustré de 14 photographies personnelles. Affaibli par les pathologies alors quasiment inévitables en Asie du Sud Est et dont il parle dans son livre (dengue, paludisme, dysenterie, lésions dues aux sangsues et s'infectant facilement), il regagna définitivement l'Europe et son pays natal en 1924. Il pourrait plaire aux esprits curieux de relever que, lors des premières années de son contrat de cinq ans (1919-1924), Campbell eut pour supérieur hiérarchique et mentor sur place un certain Orwell, patronyme correspondant exactement au nom de plume du célèbre auteur de 1984 qui, lui aussi, résida dans la région (en Birmanie) à peu près pendant les mêmes années (1922-1927) : pure coïncidence, cependant, puisque Eric Arthur Blair choisit son pseudonyme quelques années avant la parution du livre de Campbell.
Il est aussi connu pour être l'auteur de nombreux romans et nouvelles ayant pour cadre le Siam qui faisait partie de l'Empire britannique ce qui donne à son œuvre une « légère » coloration datée. De 1927 à 1949 ses nouvelles furent publiées dans un périodique bimensuel, puis hebdomadaire, The Popular Stories, dans l'hebdomadaire The Illustrated London News, ainsi que dans des périodiques mensuels (Everybody's Magazine, Munsey's, Frontier Stories, Mine, The Monthly Story Blue Book Magazine, enfin dans un périodique trimestriel Jungle Stories. Ces revues regroupaient des écrits de plusieurs écrivains.
Il a également écrit quelques romans policiers.

## Adaptations au cinéma
- Wellyn Totman et Endre Bohem ont adapté son roman La Mort du tigre (Death in tiger valley) pour le film The Girl from Mandalay tourné par Howard Bretherton en 1936.
- Nicholas Niciphor, Alejandro Jodorowsky et Jeffrey O'Kelly ont adapté son roman Poo Lorn l'éléphant pour le film Tusk tourné par Alejandro Jodorowsky en 1980.

## Œuvre
Note : liste non exhaustive. Pour les romans, la date indiquée est la plus ancienne trouvée.
- 1920 : The Temple of Ghosts dans The Illustrated London News du 24 novembre réédité dans Munsey's du mois de novembre 1928
- 1925 : Brown Wife-or White?
- 1926 : Uneasy Virtue
- 1927 : Snake Bite dans Everybody's Magazine du mois de février
- 1927 : Just to Add Interest dans Everybody's Magazine du mois d'avril
- 1927 : The White Elephant dans The Popular Stories du 12 novembre
- 1927 : The Siamese Cat dans Everybody's Magazine du mois de novembre
- 1928 : Prestige dans Everybody's Magazine du mois de janvier
- 1928 : The Fighting of Giants dans Everybody's Magazine du mois de février
- 1928 : Even Justice dans Everybody's Magazine du mois de mars
- 1928 : The Shikari dans Everybody's Magazine du mois d'avril
- 1928 : The Price of the Tusks dans Everybody's Magazine du mois de mai
- 1928 : Cuthbert dans Everybody's Magazine du mois de juin
- 1928 : The Mankiller dans Everybody's Magazine du mois de juillet 1928
- 1928 : The Call of the Jungle dans Everybody's Magazine du mois d'août
- 1928 : The Medicine Man dans Munsey's du mois d'octobre
- 1928 : The Stolen Teak Logs dans Munsey's du mois de décembre
- 1929 : Lone Dog dans Munsey's du mois de janvier
- 1929 : Kim Lai dans Munsey's du mois de février
- 1929 : The Bridge in the Jungle dans The Popular Magazine du 2 mars
- 1929 : Thunderstorm dans Munsey's du mois de mars
- 1929 : Tiger dans Frontier Stories du mois d'août
- 1930 : L'Éléphant roi, un roman de la jungle (This Animal Is Dangerous)Publié en France pour la première fois en 1935 ; Paris : éditions de la "Nouvelle Revue critique", collection « Tours d'horizon » no 16 ; traduit par Hélène Jeandidier ; 253 p. Réédition en 1946, Paris, G.-T. Rageot, collection « Heures joyeuses » ; illustrations de Roger Treille.
- 1931 : La Mort du tigre (Death in Tiger Valley) Publié en France pour la première fois en 1936 ; Paris : Hachette, collection « Les Meilleurs Romans étrangers » ; traduit par Marie-Louise Chaulin ; 252 p. Réédition en 1948, 1950, Paris, Hachette, collection « Bibliothèque verte », trad. Marie-Louise Chaulin, illustrations de Mixi ; 1952, Hachette, collection des grands romanciers.
- 1935 : Jungle Night
- 1935 : Dans la Forêt siamoise (Teak-Wallah)[4] Publié en France pour la première fois en 1950 : Paris, Hachette, collection « Jeunesse du monde », traduit par Jean Muray, 255 p.
- 1935 : Poo Lorn l'éléphant (Poo Lorn of the Elephants) Publié en France pour la première fois en 1935 ; Paris : Hachette, collection « Les Meilleurs Romans étrangers » ; traduit par Marie-Louise Chaulin ; 256 p. Réédition en 1946, Paris, Hachette, collection « Bibliothèque verte », traduit par M.-L. Chaulin, illustrations d'André Hofer ; 1952, Hachette, collection Idéal-Bibliothèque, illustrations de François Batet. ; 1964, quotidien L'Humanité, parution en feuilleton, mis en images par Jean Dorville.
- 1936 : Adventures in a Teak Jungles dans Mine du mois de mai

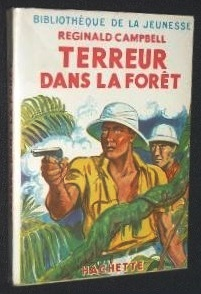
Terreur dans la forêt, édition Hachette.

- 1937 : Terreur dans la forêt, Fear in the Forest Publié en France pour la première fois en 1937 ; Paris : Hachette, collection « Les Meilleurs Romans étrangers » ; traduit par Maurice Rémon ; 256 p. Réédition en 1947, Paris, collection « Bibliothèque verte », trad. Maurice Rémon, illustrations d'Henri Faivre.
- 1938 : L'Obsession de Katheleen Saunders (The Haunting of Kathleen Saunders) Publié en France pour la 1re fois en 1951, Paris, Librairie des Champs-Élysées, collection « Le Masque » no 392, traduit par Perrine Vernay ; 253 p.
- 1939 : Gunroom mess ou The Admiralty Regrets
- 1939 : Le Lézard siamois (The Bangkok Murders)Publié en France pour la première fois en 1946 ; Paris, Éditions Rouff, coll. « La Clé » no 41
- 1940 : Cruiser in Action
- 1947 : Sa Majesté le tigre (Striped Majesty)Publié en France pour la première fois en 1956 ; Paris, Bruxelles, Éditions de l'Amitié, collection « Heures joyeuses » Nature no 103 ; traduit par Germaine Guillemot-Magitot, illustrations de R. Dallet ; 208 p. Réédition en 1978, Paris : Gallimard, collection Folio junior, traduit par M. Guillemot-Magitot, illustrations de Bernard Héron, 189 p.
- 1947 : Coffin for a Murderer
- 1948 : The Abominable twilight
- 1949 : Death by Apparition[5]
- 1949 : La Vallée des éléphants (The Keepers of Elephant valley) Publié en France pour la première fois en 1949 ; Paris : G.-T. Rageot, collection « Heures joyeuses » ; traduit par Germaine Guillemot-Magitot, illustrations de H. Camus ; 257 p. Rééditions : 1960, 1961, 1965 : Paris, Éditions de l’Amitié, collection « Bibliothèque de l'amitié ».
- 1949 : Tiger! Tiger! dans Jungle Stories, numéro d'hiver
- 1952 : Murder of my Wife
- 1952 : Murder she Says